# Medbridge
MedBridge est une organisation qui œuvre à favoriser les échanges, le dialogue et la compréhension réciproque entre l’Europe et le Proche-Orient. Son objectif est de permettre aux personnalités européennes souhaitant s’informer sur le Proche-Orient, ou soutenir les efforts de paix israélo-arabes, d’accéder à l’information la plus directe, complète et objective possible sur la situation politique dans la région.
MedBridge est enregistré depuis 2004 comme une association loi de 1901 française à but non lucratif. L’organisation a été fondée par plusieurs personnalités politiques européennes de premier rang appartenant à divers courants politiques, tels Willy De Clercq, Marco Pannella, Ana Palacio, François Léotard et François Zimeray.

## Actions
Depuis sa création, cette organisation a mis en place une dizaine d’événements internationaux : conférences, sommets, expositions et visites d’hommes politiques ou de représentants de la société civile au Proche-Orient.

### Visites au Proche-Orient
L’association organise régulièrement des voyages thématiques au Proche-Orient à l’attention de personnalités publiques et de décideurs politiques européens. Près de 500 parlementaires, originaires d'une trentaine de pays européens, ont pris part à ses visites.
En octobre 2003, MedBridge a réuni, selon le diplomate Yigal Palmor, la plus large délégation parlementaire européenne qui se soit rendue au Proche-Orient. La délégation comprenait près de 160 parlementaires venus de 28 pays européens. En janvier 2008, l’organisation a mis en place une nouvelle visite de grande ampleur, réunissant une soixantaine de parlementaires venus de 21 pays européens.
Outre les visites d’hommes politiques, l’organisation a également initié plusieurs voyages à destination de personnalités issues de la société civile. En juin 2007, elle s’est notamment associée au magazine Le Monde2 pour organiser un voyage d’écrivains français au Proche-Orient.

#### Personnalités impliquées
Parmi les personnalités ayant accueilli les délégations de MedBridge figurent,, :
| - Abdallah II de Jordanie - Rania de Jordanie - Mahmoud Abbas - Salam Fayyad - Benyamin Netanyahou - Shimon Peres - Marwan al-Muasher | - Ahmed Aboul Gheit - Ahmed Qoreï - Ariel Sharon - Ehud Olmert - Sari Nusseibeh - Salah al-Tamari - Ahmed Tibi | - Yasser Abd Rabbo - Hanan Ashrawi - Tzipi Livni - Dalia Itzik - Ami Ayalon - Yossi Beilin - Shaul Mofaz | - Amir Peretz - Tomy Lapid - Binyamin Ben-Eliezer - Avraham Burg - Avi Dichter - Marc Otte - David Grossman |

Parmi les personnalités publiques ayant fait partie des délégations figurent notamment,,,, :
| - François Fillon - Robert Hue - Jean-Marie Bockel - Laurent Fabius - Karine Tuil - Florian Zeller - Véronique Olmi - David Foenkinos - François Reynaert - Michaël Prazan | - Éric Woerth - Laurent Wauquiez - Vytautas Landsbergis - François-Xavier de Donnea - Pierre Lellouche - Christine Defraigne - Jean Bardet - Joëlle Garriaud-Maylam | - Inese Vaidere - Jean-Pierre Plancade - Yvon Collin - Michel Bécot - Jean Arthuis - Simon Sutour - Didier Boulaud - Thierry Repentin - Élisabeth Lamure - Roland Ries | - François Marc - Pierre Besnainou - Jean Gaubert - Claude Bartolone - Jean-Claude Bateux - Christophe Bouillon - Pierre Forgues - David Assouline - Karl Lamers |

### Autres activités

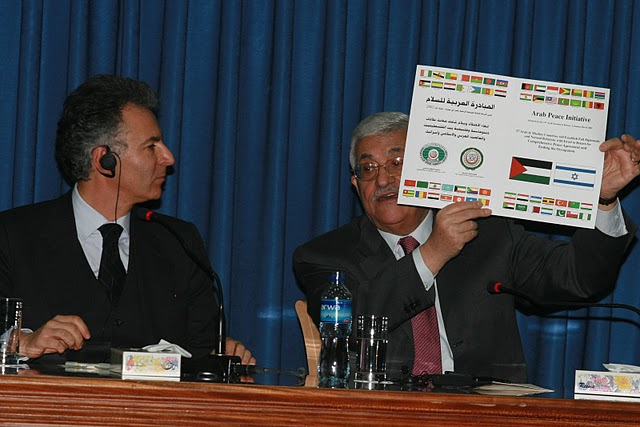
Mahmoud Abbas et François Zimeray lors de Parliaments for Peace en 2008.

L'organisation met en place des conférences. Celles-ci ont réuni par le passé des personnalités tels Ehud Barak, Édith Cresson, Claude Goasguen, Antoine Sfeir, ou Alexandre Adler,.
L’association a également organisé des expositions, notamment au Sénat français.
En 2005, MedBridge s’est associé à l’organisation Hommes de Paroles pour organiser le premier Congrès mondial des imams et rabbins pour la paix, réunissant 100 imams et rabbins du monde entier sous le patronage d’Albert II de Belgique, et de Mohammed VI, Roi du Maroc.